# Ali Saleem
 (décembre 2018).
Ali Saleem (ourdou : علی سلیم), mieux connu comme son alter ego Begum Nawazish Ali, est un animateur de télévision, acteur, scénariste et imitateur pakistanais.
Il était un concurrent de la 4e saison de Bigg Boss en 2010. Il est connu du grand public pour ses imitations de l'ancien premier ministre Benazir Bhutto et, plus tard, pour avoir joué le travesti Begum Nawazish Ali sur les diverses chaînes de télévision, y compris le réseau Aaj TV, Dawn News et le réseau Geo TV. Son alter ego Begum Nawazish Ali est devenu son personnage principal, car il est rarement apparu en tant qu’Ali Saleem.

## Biographie

### Enfance et formation
Né à Islamabad d'un colonel de l'armée de terre pakistanaise. Dès son plus jeune âge, il a désiré et fantasmé être une femme.
Dans une interview, il déclare que « la première pièce que j’ai jouée était pour Yasmeen Ismail au Conseil des Arts, organisé par Interflow ».

### Carrière
Sa percée dans l'industrie du divertissement est venue quand il a commencé à imiter son héroïne d'enfance, l'ancien Premier ministre du Pakistan Benazir Bhutto, la façon dont elle parlait et dont elle s'habillait. Ses performances ont été tellement appréciées qu'à l'occasion du dholki de Zohaib Hassan, Bhutto a elle-même demandé à Ali de l'imiter. Zohaib, la sœur de Nazia avait averti Ali de ne pas imiter le premier ministre. Mais finalement, puisqu'on le lui a demandé, il a même fait éclater de rire le premier ministre Benazir Bhutto qui a apprécié la performance.

#### Naissance de la Begum Nawazish Ali
Son père et sa mère étant sur le point de divorcer, Ali doit se rendre à la ville de Karachi. Là, il s'entend avec Imran Aslam, un écrivain satirique politique qui lui parle d'une chaîne de télévision en cours d'élaboration, qui s'appellerait plus tard Geo TV. Les imitations d'Ali Benazir sont célèbres parmi ses amis et Imran lui propose de le prendre à la chaîne de télévision une fois qu'elle serait diffusée.
Un spectacle d'humour politique, autour du moment des élections dans le pays, nommé Hum Sous Umeed Se Hai  ne présente que des imitateurs des candidats aux élections. Ali fait son numéro de Benazir pour la première fois à la télévision.
Après un certain temps, Ali a réalisé que le spectacle seul ne façonnerait pas sa carrière et qu'il devait faire plus avec son talent. C'est à partir de ce spectacle même que Ali a gagné le surnom de BB ou bibi signifiant "dame" en Ourdou. Omar Adil, chirurgien orthopédiste de profession, médecin de Madame Noor Jehan, était un de ses amis proches. Après une recherche approfondie sur le cinéma pakistanais et des liens avec plusieurs chaînes de télévision, le médecin a suggéré à Ali d'avoir un personnage travesti comme animateur d'un talk-show.

#### Late Night with Begum Nawazish Ali
Ali se travestit en femme vêtue d'un sari et pose des questions provocantes à des invités influents dans son spectacle Late Night with Begum Nawazish Ali. Il invite deux invités à la fois pour être interviewés. Le nom Begum Nawazish Ali a été suggéré par le Dr Adil en parlant de sa voisine du même nom, épouse d'un colonel. Ali pourrait se référer fortement à ce personnage comme alter ego.
La Begum qu'ils ont créée vit une vie riche, vivant de l'argent de son défunt mari militaire, et est une mondaine, ce qui ressemble à la vie qu'Ali lui-même a vécu dans sa jeunesse. Les droits de l'émission ont été vendus à Aaj TV où la série est diffusée chaque samedi soir.

##### Courtiser la controverse
Le spectacle a invité des magnats des affaires, des industriels, des acteurs et des actrices, des dirigeants gouvernementaux et religieux. Begum flirterait avec n'importe quel invités masculins "en utilisant des plaisanteries suggestives et des insinuations sexuelles".
C'est justement par cette utilisation de gestes et de plaisanteries que Begum a acquis une mauvaise réputation parmi les chefs religieux aux idées les plus fondamentalistes (dont certains sont cependant amusés par son spectacle), mais qu'il s'est aussi aventuré dans les cœurs et les esprits des jeunes générations. En parlant de sujets tabous comme le "sexe" au Pakistan, où il est strictement interdit de le mentionner, sous peine de violentes réactions, Ali a été épargné uniquement parce qu'il personnifie une femme à l'antenne. Les femmes, cependant, disent qu'elles ont toujours peur de ce qu'Ali fait dans ses émissions.
Là où les débats télévisés au Pakistan hésitent à critiquer le gouvernement pakistanais soutenu par l'armée, Begum a toujours critiqué un général siégeant en tant que président. En raison de ces critiques, l'ancien président pakistanais Pervez Musharraf s'était opposé à la diffusion de l'émission. Ce qui a conduit à une fermeture temporaire.[réf. nécessaire] Des offres sont toutefois venues de l'autre côté de la frontière en Inde pour poursuivre l'émission sous le nom de Begum. La série reformatée a diffusé 26 épisodes avec des célébrités indiennes sur la chaîne 9X indienne.

### The Late, Late Show With Ali Saleem
Ali Saleem a rejoint la chaîne de télévision Dawn News pour créer l'émission The Late, Late Show with Ali Saleem, dont il est l'animateur. Le premier épisode est diffusé le samedi 26 mars 2016. Humayun Saeed, Nadeem Baig et Mehwish Hayat apparaissent en tant qu'invités dans le premier épisode.

### Vie privée
Biologiquement né de sexe masculin, Ali s'est parfois présenté comme gay, bisexuel, ou même transsexuel.

## Polémique

### Litiges de propriété avec la mère
Le 26 mai 2011, la mère d'Ali Saleem, Farzana Saleem, a appelé la police de la capitale et leur a dit que son fils la torturait. Elle a été immédiatement emmenée à l'hôpital avec le nez cassé et d'autres blessures sur le corps, tandis qu'Ali Saleem a été emmené au poste de police. Ali a déclaré aux médias qu'il y avait au sein de la famille un litige au sujet de la propriété.

## Télévision

### En tant que participant
| Année | Émission             | Place                | Chaîne |
| ----- | -------------------- | -------------------- | ------ |
| 2010  | Bigg Boss (saison 4) | 13e Sorti à 20 Jours | Colors |